# Lepus americanus
Thỏ giày tuyết (Lepus americanus) là một loài động vật có vú trong họ Leporidae, bộ Thỏ. Loài này được Erxleben mô tả năm 1777.
Để ngụy trang, bộ lông của chúng chuyển sang màu trắng trong mùa đông và màu nâu gỉ trong mùa hè. Hông của chúng có màu trắng quanh năm. Thỏ tuyết cũng được phân biệt bằng những búi lông màu đen ở rìa tai. Tai ngắn hơn so với hầu hết thỏ rừng khác.
Vào mùa hè, chúng ăn các loại cây như cỏ, dương xỉ và lá; vào mùa đông, nó ăn cành cây, vỏ cây và chồi từ hoa và thực vật, và tương tự như thỏ rừng Bắc Cực, đã được biết là ăn cắp thịt từ thú bị mắc bẫy. Chúng là loài ăn thịt dưới sự sẵn có của động vật chết và được ghi nhận ăn động vật gặm nhấm chết như chuột do lượng protein có sẵn trong chế độ ăn cỏ thấp. Chúng đôi khi có thể được nhìn thấy cho ăn trong các nhóm nhỏ. Loài vật này chủ yếu hoạt động vào ban đêm và không ngủ đông.
Loài thỏ này có thể sinh tới bốn lứa trong một năm, trung bình ba đến tám con. Con đực cạnh tranh con cái và con cái có thể sinh sản với một vài con đực.

## Hình ảnh

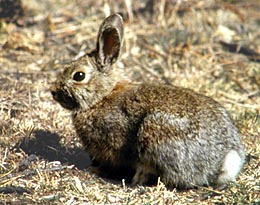
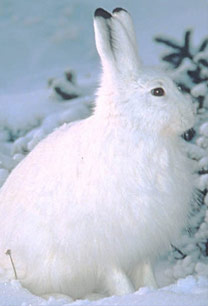
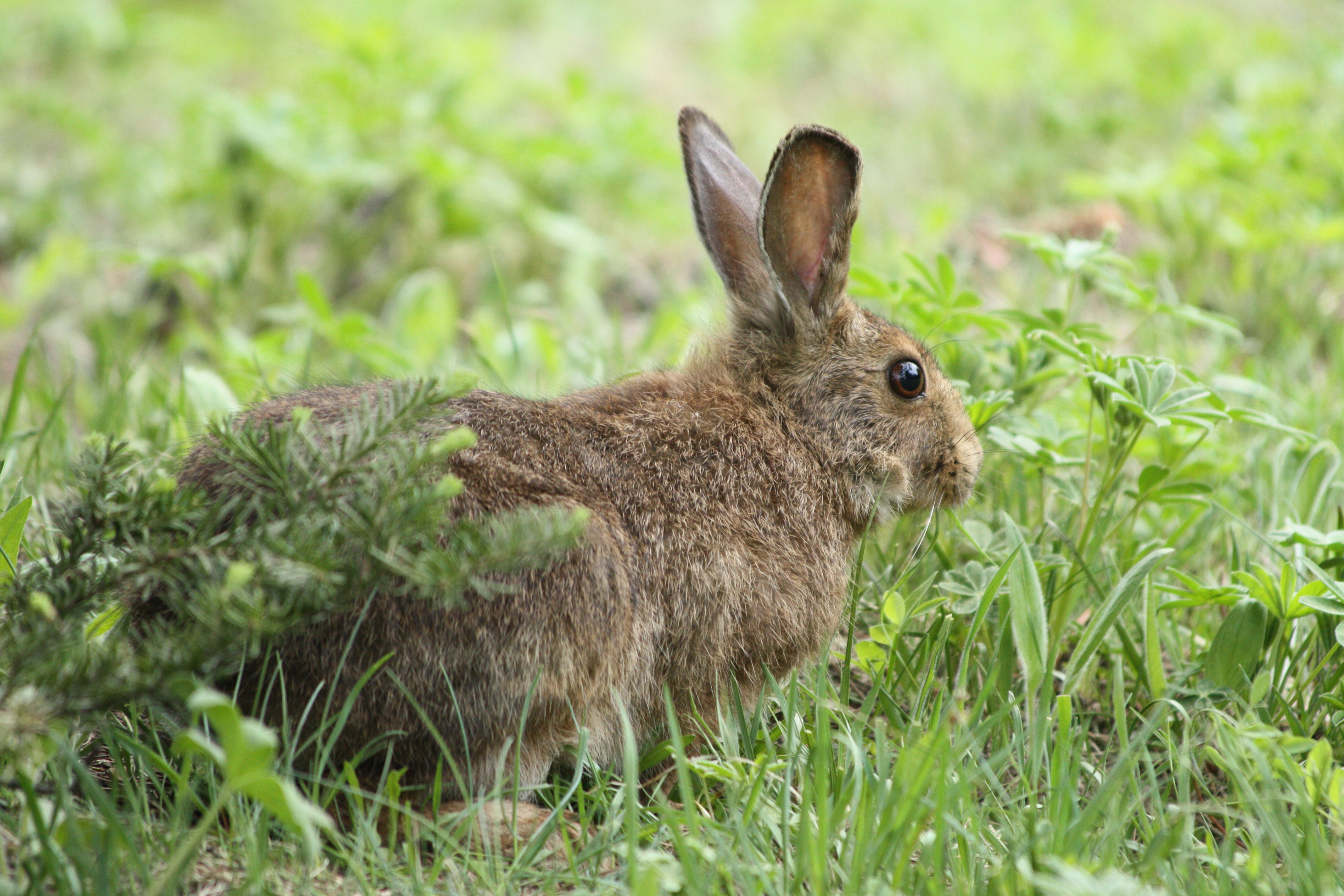
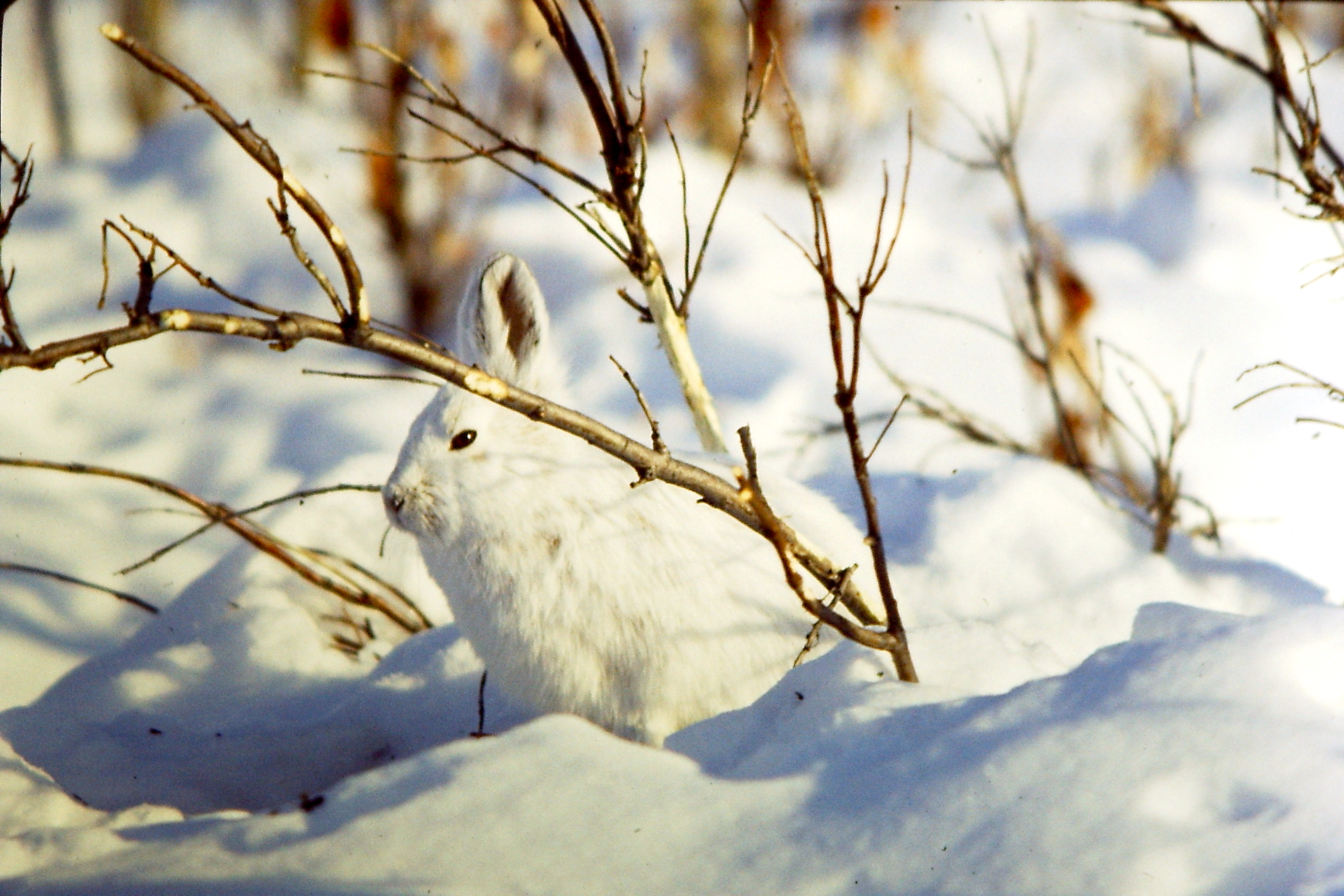